# N album
『N album』（エヌ・アルバム）は、KinKi Kidsの15枚目のオリジナル・アルバム。2016年9月21日に発売。発売元はジャニーズ・エンタテイメント。

## 解説
前作から約1年9か月ぶりとなるアルバム。本作のテーマは naked & natural であり、KinKi Kidsとして、またソロアーティストとして活動してきた2人の“ありのままで自然体”の感性を融合したアルバムになっている。また、現在、『KinKi Kids 20th Anniversary キャンペーン』を開催しており、2017年の20周年イヤー終了までにKinKi Kidsが発売する商品を対象となる。ポイントを集めると、ポイント数に応じて特典がもらえるという内容になっていて、本作もキャンペーン対象作品となる。
本作にはシングル「薔薇と太陽」に続き、THE YELLOW MONKEYの吉井和哉や、Base Ball Bearの小出祐介、THE BACK HORNの松田晋二が参加している。また、堂島孝平も共同プロデュースとして全面協力している。
また、本作は通常盤と初回限定盤の2種類あり、初回限定盤には全13曲入りで、付属のDVDには「なんねんたっても」のミュージックビデオとメイキングを収録している。また、通常盤は「Summer 〜僕らのシルエット〜」「雨音のボレロ」の2曲を加えた15曲を収め、2形態共通の初回プレス分のみに「KinKi Kids 20th Anniversary キャンペーン ID」が封入されている。なお、通常盤と初回限定盤のジャケットは異なっている。

## チャート成績
2016年10月3日付のオリコンチャートで、初週13.1万枚を売り上げて初登場1位を獲得した。2003年発売の『G album -24/7-』から11作連続・通算17作目の首位を記録し、通算首位獲得数では、中森明菜とサザンオールスターズに並び、歴代5位タイとなっている。

## 収録曲
- タイトルやタイアップなどは、公式サイトに従う。

### CD
1. naked mind
（作詞・編曲：堂島孝平 / 作曲：川口進, Fredrik Samsson）
2. 鍵のない箱
（作詞：松井五郎 / 作曲：加藤裕介 / 編曲：鈴木雅也 / Chorus Arrangement：Ko-saku）
2014年に発売された34枚目シングル。
3. モノクローム ドリーム
（作詞・作曲：堂島孝平 / 編曲：CHOKKAKU / Chours Arrangement：堂島孝平）
4. 星見ル振リ
（作詞：久保田洋司 / 作曲：萩原和樹 / 編曲：堂島孝平 / Chorus Arrangement：松本良喜）
5. 薔薇と太陽
（作詞・作曲：吉井和哉 / 編曲：船山基紀）
2016年に発売された36枚目シングル。
6. 鉄塔の下で
（作詞：秋元康 / 作曲：川浦正大 / 編曲：石塚知生 / Chours Arrangement：Ko-saku）
7. ホタル
（作詞・作曲・編曲：吉井和哉 / Strings Arrangement：sugarbeans）
『ミュージックステーション』にて披露[12]。
8. 陽炎 〜Kagiroi
（作詞：堂本剛 / 作曲：堂本剛, 堂島孝平 / 編曲：十川ともじ）
9. Plugin Love
（作詞：MiNE / 作曲：Fredrik Hult, Beoar Hassan, Hamed "K-One" Pirouzpanah / 編曲：K-One / Chorus Arrangement：Ko-saku）
10. 夜を止めてくれ
（作詞・作曲：堂島孝平 / 編曲：CHOKKAKU / Chorus Arrangement：岩田雅之）
11. Summer 〜僕らのシルエット〜
（作詞：小出祐介 / 作曲・編曲：原一博 / Brass Arrangement：竹上良成 / Strings Arrangement：今野均 / Chorus Arrangement：Ko-saku）
  - 通常盤のみ収録。

小出は他に『薔薇と太陽』収録の「Unlock Baby」で作詞を担当している[13]。
12. KING PROTEA
（作詞・作曲：米倉利紀 / 編曲：柿崎洋一郎 / Chorus Arrangement：米倉利紀）
米倉は他に「Natural Thang」「since 1997」を提供している[14]。
13. 雨音のボレロ
（作詞：松田晋二 / 作曲：Chris Meyer & Masaya Wada / 編曲：Chris Meyer）
  - 通常盤のみ収録。
14. 夢を見れば傷つくこともある
（作詞：秋元康 / 作曲：伊秩弘将 / 編曲：家原正樹 / Chorus Arrangement：Ko-saku）
2015年に発売された35枚目シングル。
15. なんねんたっても
（作詞・作曲：堂島孝平 / 編曲：Jan Anderson, Peter Heden / Chorus Arrangement：堂島孝平）

### DVD
※初回限定盤のみ
- 「なんねんたっても」ミュージック・ビデオ、メイキング映像

出版者　1：WARNER CHAPPELL MUSIC SCA (A) 301 /373&ブライト・ノート・ミュージック（サブ出版者：ブライト・ノート・ミュージック&日音 Synch事業部）（サブ出版社 ワーナー・チャペル音楽出版株式会社 Synch事業部、ヤマハミュージックエンタテインメントホールディングス&ブライト・ノート・ミュージック）、6,14:ブライト・ノート・ミュージック AP事業部、9：FIREFLY ENTERTAINMENT (N 2017) 302、ORIO MUSIC (A) 302&ブライト・ノート・ミュージック（サブ出版社 日音 Synch事業部、ユニバーサル・ミュージック・パブリッシング Synch事業部&ブライト・ノート・ミュージック）13：USOUND PUBLISHING 303 & ブライト・ノート・ミュージック（サブ出版社 ユニバーサル・ミュージック・パブリッシング Synch事業部&ブライト・ノート・ミュージック）、その他全曲：ブライト・ノート・ミュージック

## 映像作品
- naked mind
  - We are KinKi Kids Dome Concert 2016-2017 TSUYOSHI & YOU & KOICHI
- モノクローム ドリーム
  - We are KinKi Kids Dome Concert 2016-2017 TSUYOSHI & YOU & KOICHI
- 鉄塔の下で
  - KinKi Kids Concert 2023-2024 〜Promise Place〜
- ホタル
  - P album（初回盤A）
- 陽炎 〜Kagiroi
  - We are KinKi Kids Dome Concert 2016-2017 TSUYOSHI & YOU & KOICHI
  - 39 Very much
- Plugin Love
  - We are KinKi Kids Dome Concert 2016-2017 TSUYOSHI & YOU & KOICHI
- 夜を止めてくれ
  - We are KinKi Kids Dome Concert 2016-2017 TSUYOSHI & YOU & KOICHI
- 雨音のボレロ
  - KinKi Kids Concert 2023-2024 〜Promise Place〜
- なんねんたっても
  - We are KinKi Kids Dome Concert 2016-2017 TSUYOSHI & YOU & KOICHI